# Melisses
Melisses (griechisch Μέλισσες (f. pl.) ‚Bienen‘) ist der Name eines kretischen Bergortes. Er gehört zu Kavousi in der Gemeinde Ierapetra in Ostkreta. Der Ort hatte 2011 einen Einwohner.

## Lage
Der Ort befindet sich 2,5 km östlich von Kavousi im Hochtal Avgos (κοιλάδα της Αύγου Kiláda tis Ávgou) in 450 m Höhe. Der Ort Panagia befindet sich 250 Meter nördlich.

## Kirche
In Melisses befindet sich eine kleine venezianische Kirche, die der Agia Irini geweiht ist. Die Archäologin Harriet Boyd besuchte 1900 diese Kirche und war von der Qualität der Fresken beeindruckt. In der kleinen Kuppel ist Gott umgeben von Engeln dargestellt. In den Ecken befinden sich die Evangelisten. Die Südwand zeigt in mehreren Reihen die Propheten und die Nordwand Szenen aus der Apokalypse. An der Ostwand gibt es Bilder von Bethlehem und Jerusalem.